# M.U. – The Best of Jethro Tull
| Críticas profissionais | Críticas profissionais |
| Avaliações da crítica  | Avaliações da crítica  |
| Fonte                  | Avaliação              |
| ---------------------- | ---------------------- |
| Allmusic               | 4 de 5 estrelas.       |

M.U. – The Best of Jethro Tull é um coletânea da banda de rock britânica Jethro Tull lançada em janeiro de 1976 pela Chrysalis Records.

## Faixas

### Lado um
1. "Teacher" (A, C, E, G, M)* – 4:07
2. "Aqualung" (C, E, H, I, J) – 6:34 (mixagem alternativa,  com o riff de guitarra na abertura sendo tocado duas vezes)
3. "Thick as a Brick (Edit #1)" (B, E, H, M, R) – 3:01  (os primeiros três minutos de "Thick as a Brick, Part One")
4. "Bungle in the Jungle" (B, E, H, M, R) – 3:34
5. "Locomotive Breath" (C, E, H, I, J) – 4:23 (mixagem alternativa)

### Lado dois
1. "Fat Man" (A, C, M) – 2:50
2. "Living in the Past" (C, G, U) – 3:18
3. "A Passion Play (Edit #8)" (B, E, H, M, R) – 3:28  ("Overseer Overture", que começa ao redor dos 11 minutos em "A Passion Play, Part Two")
4. "Skating Away (On the Thin Ice of the New Day)" (B, E, H, M) – 4:02
5. "Rainbow Blues" (B, E, H, M, R) – 3:37
6. "Nothing is Easy" (A, C, G, M) – 4:23

* Ver seção "Créditos" abaixo para a legenda das letras.

## Créditos
Conforme mencionado na contra-capa do disco:
- Ian Anderson – flauta, violão, saxofone, bandolim, vocais
- Martin Barre – guitarra, violão
- (E) John Evan – piano, órgão Hammond, sintetizador e acordeão-piano
- (G) Glenn Cornick – baixo
- (H) Jeffrey Hammond – baixo
- (C) Clive Bunker – bateria, percussão
- (B) Barriemore Barlow – bateria, percussão
- (M) Gravada no Morgan Studios, Londres
- (I) Gravada no Island Studios, Londres
- (U) Gravada no Vantone Studio, West Orange, Nova Jérsei
- (R) Robin Black – engenheiro-de-som
- (J) John Burns – engenheiro-de-som
- (A) Andy Johns – engenheiro-de-som
- (P) 1972, 1973, 1974 e 1975 Chrysalis Records
- Produzido por Ian Anderson e Terry Ellis
- Orquestrações arranjadas e conduzidas por David Palmer
- Direção de arte por OZ Studios
- Projeto artístico por Eric Michelson